# 真柱白鮭
真柱白鮭（學名：Prosopium cylindraceum）為輻鰭魚綱鮭形目鮭科的一種，為溫帶淡水魚，分布於北美洲加拿大哈德遜灣、卑詩省、美國阿拉斯加、聖羅倫斯河及五大湖淡水、半鹹水流域，深度可達72公尺，本魚體細長，呈圓柱型，眼大，吻圓鈍，體銀色，腹部近白色，魚鰭呈琥珀色，體長可達59公分，棲息在底中層水域，生活習性不明。